# Psaliodes aurativena
Psaliodes aurativena là một loài bướm đêm trong họ Geometridae.